# Egon Lánský
Egon Lánský, né le 23 juillet 1934 à Trenčín et mort le 25 novembre 2013 à Prague, est un journaliste, et homme politique tchèque.